# Cabaços (Ponte de Lima)
Cabaços ist ein Ort und eine ehemalige Gemeinde (Freguesia) im nordportugiesischen Kreis Ponte de Lima der Unterregion Minho-Lima. Die Gemeinde hatte 674 Einwohner (Stand 30. Juni 2011).
Am 29. September 2013 wurden die Gemeinden Cabaços und Fojo Lobal zur neuen Gemeinde Cabaços e Fojo Lobal zusammengeschlossen. Cabaços ist Sitz dieser neu gebildeten Gemeinde.